# Mansfield (Georgia)
Mansfield város az USA Georgia államában, Newton megyében. Lakosainak száma 442 fő (2020. április 1.).

## Népesség
A település népességének változása:

| 2010 | 410 |
| 2020 | 442 |